# Wat is dan liefde (single)
Wat is dan liefde is een single van de Nederlandse zanger André Hazes uit 1980. Het stond in hetzelfde jaar als zevende track op het album 'n Vriend, waar het de derde single van was, na 'n Vriend en Het is koud zonder jou.

## Achtergrond
Wat is dan liefde is geschreven door André Hazes, Franco Bracardi, Gianni Boncompagni en José Manuel Pater en geproduceerd door Tim Griek. Het is een Nederlandse bewerking van het nummer Gracias van de Spaanse zanger Raphael Martos Sánchez. In het lied stelt de zanger aan zijn geliefde de vraag "Wat is dan liefde?" om vervolgens te zeggen "Vergeven, hoort toch bij de liefde". Dit zegt hij, volgens de tekst, omdat hij een fout heeft gemaakt en vergeven wil worden door zijn vrouw. 

### Hitlijsten
Hoewel de eerste twee singles van het album 'n Vriend meer succes hadden, waren er ook noteringen voor Wat is dan liefde. Het kwam tot de 26e plek van de Nationale Hitparade in de zeven weken dat het in deze lijst stond en tot de 33e positie van de Nederlandse Top 40. Hier was het vier weken in te vinden.

## Gebruik in films en op tv
In 2019 kwam de film Wat is dan liefde uit. De naam van deze film komt van het lied. Voor de film zong de dochter van Hazes, Roxeanne Hazes, het lied opnieuw in. Naar eigen zeggen wilde de zangeres het lied wel op haar eigen manier doen. Hierover vertelde de zangeres het volgende: "Het origineel is er al, het nummer moet passen bij mijn eigen muziek. Samen met mijn producer zijn we gaan zoeken naar de essentie van het liedje. Wat maakt het zo’n prachtige tranentrekker?" De originele versie werd in 2024 gebruikt in een reclame voor Europees voetbal op televisiezender Ziggo Sport.